# Lijst van Belgische deelnemers aan de Paralympische Zomerspelen 2000
Deze lijst van Belgische deelnemers aan de Paralympische Zomerspelen 2000 in Sydney geeft een overzicht van de sporters die zich hebben gekwalificeerd voor de Spelen.
| Paralympiër             | Sport        | Onderdeel                                                                        | Ervaring   |
| ----------------------- | ------------ | -------------------------------------------------------------------------------- | ---------- |
| Alex Hermans            | Atletiek     | Discuswerpen Klasse F36 Kogelstoten Klasse F36                                   | 6de Spelen |
| Benny Govaerts          | Atletiek     | 5000 m Klasse T38 1500 Klasse T37                                                | 4de Spelen |
| Didier Simons           | Atletiek     | Discuswerpen Klasse F42 Kogelstoten Klasse F42 Vijfkamp Klasse P42               | 2de Spelen |
| Gino De Keersmaeker     | Atletiek     | Discuswerpen Klasse F42 Kogelstoten F42                                          | 3de Spelen |
| Jan Gosselin            | Atletiek     | 10.000 m Klasse T11 Marathon Klasse T11                                          | 2de Spelen |
| Kurt Van Raefelghem     | Atletiek     | 100 m Klasse T13 Verspringen Klasse T13 Vijfkamp Klasse P13                      | 3de Spelen |
| Thierry Daubresse       | Atletiek     | Kogelstoten Klasse F42                                                           | 2de Spelen |
| Jean-Luc Bero           | Boccia       | Individueel Klasse BC3 Duo's Klasse BC3                                          | Debutant   |
| Pieter Cilissen         | Boccia       | Individueel Klasse BC3 Duo's Klasse BC3                                          | Debutant   |
| Francis de Baerdemaeker | Paardensport | Dressuur Graad II                                                                | Debutant   |
| Jos Knevels             | Paardensport | Dressuur Graad IV                                                                | Debutant   |
| Bert Vermeir            | Paardensport | Dressuur Graad III                                                               | 2de Spelen |
| Hans Peter Stamper      | Schietsport  | Luchtgeweer liggend Klasse SH2 Luchtgeweer staand Klasse SH2                     | 3de Spelen |
| Tim Schoeters           | Schietsport  | Luchtgeweer liggend Klasse SH2 Luchtgeweer staand Klasse SH2                     | Debutant   |
| Jan Boonen              | Schietsport  | luchtpistool Klasse SH1 Vrij pistool Klasse SH1 Sportpistool Klasse SH1          | 3de Spelen |
| Nico Vergeylen          | Tafeltennis  | Enkelspel Klasse 8                                                               | 3de Spelen |
| Marie Line Pollet       | Tafeltennis  | Enkelspel Klasse 3                                                               | 3de Spelen |
| Robert Lorent           | Tafeltennis  | Enkelspel Klasse 3                                                               | 3de Spelen |
| Dimitri Ghion           | Tafeltennis  | Enkelspel Klasse 4                                                               | Debutant   |
| Antoine Maeck           | Tafeltennis  | Enkelspel Klasse 4                                                               | 3de Spelen |
| Brigitte Ameryckx       | Tennis       | Dames                                                                            | Debutant   |
| Christel Seyen          | Tennis       | Dames                                                                            | 2de Spelen |
| Gert Vos                | Tennis       | Heren                                                                            | Debutant   |
| Roland Meersman         | Tennis       | Heren                                                                            | 2de Spelen |
| Emiel Timmermans        | Wielersport  | wegwedstrijd Klasse LC1                                                          | 2de Spelen |
| Guy Culot               | Wielersport  | Tijdrit 1.9 km Klasse CP Div 2 Tijdrit 5.4 km Klasse CP Div 1/2                  | 4de Spelen |
| Sabrina Bellavia        | Zwemmen      | 50 m Vrije Slag Klasse S9 100 m Vrije Slag 100 m Schoolslag SB8 200 m Wisselslag | 3de Spelen |
| Carine van Puyvelde     | Zwemmen      | 100 m Schoolslag Klasse SB12 100 m Vrije Slag S12                                | Debutant   |
| Jonas Martens           | Zwemmen      | 100 m Rugslag Klasse S9                                                          | Debutant   |